# Demeter András
Demeter András (Szeged, 1982. –) magyar jogász, politikus, 2022-től fideszes országgyűlési képviselő.

## Élete
A Szegedi Tudományegyetem Állam- és Jogtudományi Karán jogászként diplomázott.
2019 és 2022 között a Bács-Kiskun Megyei Közgyűlés tagja. A 2022-es országgyűlési választásokon országos listás jelöltként indult és mandátumot szerzett.
Nős, egy gyermek édesapja.